# Esgrima als Jocs Olímpics d'estiu de 1924 - floret individual femení
La competició de floret individual femení va ser una de les sis proves del programa d'esgrima que es van disputar als Jocs Olímpics de París de 1924. La prova es va disputar entre el 2 i el 4 de juliol de 1924, amb la participació de 25 tiradores procedents de 9 nacions diferents.

## Medallistes
| Or                 | Plata              | Bronze                |
| Ellen Osiier (DEN) | Gladys Davis (GBR) | Grete Heckscher (DEN) |

## Resultats

### Primera eliminatòria
Es disputa el 2 de juliol. Les tres primeres de cadascuna de les 4 sèries passen a semifinals.
| Pos. | Tiradora                   | Nació         | Victòries | TF | TC | Rival | Rival | Rival | Rival | Rival | Rival | Rival |
| Pos. | Tiradora                   | Nació         | Victòries | TF | TC | OSI   | DAV   | FIT   | HEL   | CON   | HOP   | STO   |
| ---- | -------------------------- | ------------- | --------- | -- | -- | ----- | ----- | ----- | ----- | ----- | ----- | ----- |
| 1    | Ellen Osiier               | Dinamarca     | 6         | 30 | 10 | X     | 5-2   | 5-4   | 5-0   | 5-3   | 5-1   | 5-0   |
| 2    | Gladys Davis               | Regne Unit    | 4         | 24 | 17 | 2-5   | X     | 5-2   | 5-3   | 5-2   | 2-5   | 5-0   |
| 3    | Emma Fitting               | Suïssa        | 3         | 24 | 22 | 4-5   | 2-5   | X     | 3-5   | 5-2   | 5-4   | 5-1   |
| 4    | Elsa Hellquist             | Suècia        | 3         | 22 | 23 | 0-5   | 3-5   | 5-3   | X     | 4-5   | 5-4   | 5-1   |
| 5    | Yvonne Conte               | França        | 3         | 22 | 25 | 3-5   | 2-5   | 2-5   | 5-4   | X     | 5-4   | 5-2   |
| 6    | Irma Hopper                | Estats Units  | 2         | 23 | 24 | 1-5   | 5-2   | 4-5   | 4-5   | 4-5   | X     | 5-2   |
| 7    | Johanna Stokhuyzen-de Jong | Països Baixos | 0         | 6  | 30 | 0-5   | 0-5   | 1-5   | 1-5   | 2-5   | 2-5   | X     |

| Pos. | Tiradora                   | Nació         | Victòries | TF | TC | Rival | Rival | Rival | Rival | Rival | Rival | Rival |
| Pos. | Tiradora                   | Nació         | Victòries | TF | TC | PRO   | FRE   | OLS   | BUH   | ADM   | MOR   |       |
| ---- | -------------------------- | ------------- | --------- | -- | -- | ----- | ----- | ----- | ----- | ----- | ----- | ----- |
| 1    | Lucienne Prost             | França        | 4         | 24 | 10 | X     | 4-5   | 5-2   | 5-0   | 5-2   | 5-1   |       |
| 2    | Muriel Freeman             | Regne Unit    | 4         | 24 | 14 | 5-4   | X     | 4-5   | 5-1   | 5-1   | 5-3   |       |
| 3    | Hanna Olsen                | Suècia        | 3         | 18 | 17 | 2-5   | 5-4   | X     | 1-5   | 5-1   | 5-2   |       |
| 4    | Ingeborg Buhl              | Dinamarca     | 2         | 15 | 20 | 0-5   | 1-5   | 5-1   | X     | 5-4   | 4-5   |       |
| 5    | Adriana Admiraal-Meijerink | Països Baixos | 1         | 13 | 22 | 2-5   | 1-5   | 1-5   | 4-5   | X     | 5-2   |       |
| 6    | Judith Morgenthaler        | Suïssa        | 1         | 13 | 24 | 1-5   | 3-5   | 2-5   | 5-4   | 2-5   | X     |       |

| Pos. | Tiradora        | Nació         | Victòries | TF | TC | Rival | Rival | Rival | Rival | Rival | Rival | Rival |
| Pos. | Tiradora        | Nació         | Victòries | TF | TC | DAN   | HAM   | BAR   | BOR   | DE    | DUB   |       |
| ---- | --------------- | ------------- | --------- | -- | -- | ----- | ----- | ----- | ----- | ----- | ----- | ----- |
| 1    | Gladys Daniell  | Regne Unit    | 5         | 25 | 6  | X     | 5-1   | 5-3   | 5-0   | 5-2   | 5-0   |       |
| 2    | Ellen Hamilton  | Suècia        | 3         | 19 | 14 | 1-5   | X     | 3-5   | 5-2   | 5-1   | 5-1   |       |
| 3    | Yutta Barding   | Dinamarca     | 3         | 22 | 15 | 3-5   | 5-3   | X     | 4-5   | 5-2   | 5-0   |       |
| 4    | Michele Bory    | França        | 3         | 17 | 18 | 0-5   | 2-5   | 5-4   | X     | 5-3   | 5-1   |       |
| 5    | Johanna de Boer | Països Baixos | 1         | 13 | 20 | 2-5   | 1-5   | 2-5   | 3-5   | X     | 5-0   |       |
| 6    | Wanda Dubieńska | Polònia       | 0         | 2  | 25 | 0-5   | 1-5   | 0-5   | 1-5   | 0-5   | X     |       |

| Pos. | Tiradora        | Nació        | Victòries | TF | TC | Rival | Rival | Rival | Rival | Rival | Rival | Rival |
| Pos. | Tiradora        | Nació        | Victòries | TF | TC | HEC   | TAS   | TAR   | GEH   | BON   | WAL   |       |
| ---- | --------------- | ------------ | --------- | -- | -- | ----- | ----- | ----- | ----- | ----- | ----- | ----- |
| 1    | Grete Heckscher | Dinamarca    | 5         | 25 | 10 | X     | 5-1   | 5-0   | 5-4   | 5-3   | 5-2   |       |
| 2    | Fernande Tassy  | França       | 3         | 20 | 17 | 1-5   | X     | 4-5   | 5-2   | 5-2   | 5-3   |       |
| 3    | Gizella Tary    | Hongria      | 3         | 17 | 20 | 0-5   | 5-4   | X     | 5-4   | 2-5   | 5-2   |       |
| 4    | Adeline Gehrig  | Estats Units | 2         | 20 | 22 | 4-5   | 2-5   | 4-5   | X     | 5-4   | 5-3   |       |
| 5    | Suzanne Bonnard | Suïssa       | 1         | 17 | 22 | 3-5   | 2-5   | 5-2   | 4-5   | X     | 3-5   |       |
| 6    | Alice Walker    | Regne Unit   | 1         | 15 | 23 | 2-5   | 3-5   | 2-5   | 3-5   | 5-3   | X     |       |

### Semifinals
Es disputen el 3 de juliol. Les tres primeres de cadascun dels dos grups passen a la final.
| Pos. | Tiradora       | Nació      | Victòries | TF | TC | Rival | Rival | Rival | Rival | Rival | Rival | Rival |
| Pos. | Tiradora       | Nació      | Victòries | TF | TC | OSI   | FRE   | BAR   | OLS   | DAN   | TAS   |       |
| ---- | -------------- | ---------- | --------- | -- | -- | ----- | ----- | ----- | ----- | ----- | ----- | ----- |
| 1    | Ellen Osiier   | Dinamarca  | 5         | 25 | 10 | X     | 5-2   | 5-1   | 5-2   | 5-3   | 5-2   |       |
| 2    | Muriel Freeman | Regne Unit | 4         | 22 | 15 | 2-5   | X     | 5-1   | 5-2   | 5-4   | 5-3   |       |
| 3    | Yutta Barding  | Dinamarca  | 2         | 16 | 19 | 1-5   | 1-5   | X     | 5-3   | 5-1   | 4-5   |       |
| 4    | Hanna Olsen    | Suècia     | 2         | 17 | 20 | 2-5   | 2-5   | 3-5   | X     | 5-4   | 5-1   |       |
| 5    | Gladys Daniell | Regne Unit | 1         | 17 | 20 | 3-5   | 4-5   | 1-5   | 4-5   | X     | 5-0   |       |
| 6    | Fernande Tassy | França     | 1         | 11 | 24 | 2-5   | 3-5   | 5-4   | 1-5   | 0-5   | X     |       |

| Pos. | Tiradora        | Nació      | Victòries | TF | TC | Rival | Rival | Rival | Rival | Rival | Rival | Rival |
| Pos. | Tiradora        | Nació      | Victòries | TF | TC | DAV   | HEC   | TAR   | PRO   | FIT   | HAM   |       |
| ---- | --------------- | ---------- | --------- | -- | -- | ----- | ----- | ----- | ----- | ----- | ----- | ----- |
| 1    | Gladys Davis    | Regne Unit | 5         | 25 | 15 | X     | 5-4   | 5-2   | 5-4   | 5-3   | 5-2   |       |
| 2    | Grete Heckscher | Dinamarca  | 4         | 24 | 10 | 4-5   | X     | 5-1   | 5-2   | 5-1   | 5-1   |       |
| 3    | Gizella Tary    | Hongria    | 3         | 18 | 19 | 2-5   | 1-5   | X     | 5-3   | 5-4   | 5-2   |       |
| 4    | Lucienne Prost  | França     | 2         | 19 | 18 | 4-5   | 2-5   | 3-5   | X     | 5-3   | 5-0   |       |
| 5    | Emma Fitting    | Suïssa     | 1         | 16 | 23 | 3-5   | 1-5   | 4-5   | 3-5   | X     | 5-3   |       |
| 6    | Ellen Hamilton  | Suècia     | 0         | 8  | 25 | 2-5   | 1-5   | 2-5   | 0-5   | 3-5   | X     |       |

### Final
Es disputà el 4 de juliol.
| Pos. | Tiradora        | Nació      | Victòries | TF | TC | Rival | Rival | Rival | Rival | Rival | Rival | Rival |
| Pos. | Tiradora        | Nació      | Victòries | TF | TC | OSI   | DAV   | HEC   | FRE   | BAR   | TAR   |       |
| ---- | --------------- | ---------- | --------- | -- | -- | ----- | ----- | ----- | ----- | ----- | ----- | ----- |
| 1    | Ellen Osiier    | Dinamarca  | 5         | 25 | 14 | X     | 5-3   | 5-3   | 5-2   | 5-4   | 5-2   |       |
| 2    | Gladys Davis    | Regne Unit | 4         | 23 | 16 | 3-5   | X     | 5-4   | 5-2   | 5-4   | 5-1   |       |
| 3    | Grete Heckscher | Dinamarca  | 3         | 22 | 16 | 3-5   | 4-5   | X     | 5-3   | 5-3   | 5-0   |       |
| 4    | Muriel Freeman  | Regne Unit | 2         | 17 | 19 | 2-5   | 2-5   | 3-5   | X     | 5-3   | 5-1   |       |
| 5    | Yutta Barding   | Dinamarca  | 1         | 19 | 22 | 4-5   | 4-5   | 3-5   | 3-5   | X     | 5-2   |       |
| 6    | Gizella Tary    | Hongria    | 0         | 6  | 25 | 2-5   | 1-5   | 0-5   | 1-5   | 2-5   | X     |       |